# 岡崎中央総合公園
岡崎中央総合公園（おかざきちゅうおうそうごうこうえん）は、愛知県岡崎市高隆寺町にある岡崎市営の都市公園である。地元住民からは「中総（ちゅうそう）」と呼ばれ、親しまれている。

## 概要
1991年（平成3年）4月15日開園。総合体育館、野球場、美術博物館、バーベキュー広場などからなる。スポーツゾーン、文化ゾーン、家族ゾーン、自然ゾーンの4つのゾーンに分けられている。
1993年（平成5年）から「岡崎市民駅伝競走大会」の起終点となった。2012年（平成24年）まで愛知県岡崎総合運動場（現・岡崎市龍北総合運動場）がメイン会場だった「おかざきマラソン」も、翌年2013年（平成25年）から会場を本公園に移した。
1994年（平成6年）3月16日、弓道場（工費3億1,930万円）と相撲場（工費4,315万円）が完工。
2000年（平成12年）3月、であい橋が完成。
2016年（平成28年）4月1日、市内本宿町にあった「愛知県立心身障害児療育センター第二青い鳥学園」が名称を変更し、「愛知県三河青い鳥医療療育センター」として本公園内に新築移転した。

## 施設

### スポーツゾーン
- 総合体育館
- 岡崎市民球場（野球場）
- テニスコート
- 球技場
- 弓道場
- アーチェリー場
- 運動広場
- 多目的広場
- 相撲場

### 文化ゾーン
- 美術博物館（マインドスケープ・ミュージアム）
- 恩賜苑

### 家族ゾーン
- バーベキュー広場

### 自然ゾーン
- 健康の森散策路

## ギャラリー
- 芝桜
- 岡崎市美術博物館
- 岡崎市民球場
- 岡崎市民球場付近の桜並木
- 総合体育館
- バーベキュー広場
- 多目的広場
- 愛知県三河青い鳥医療療育センター

## 交通アクセス
- 名鉄名古屋本線 東岡崎駅から名鉄バス「中央総合公園」行きで「中央総合公園」下車。
- 東名高速道路 岡崎インターチェンジより車で約10分。